# Замок Эренберг (Неккар)
Замок Эренберг на Неккаре — частично руинированный средневековый замок в городе Бад-Раппенау (район Хайнсхайм) в немецкой федеральной земле Баден-Вюртемберг.

## Расположение
Замок расположен на высоком холме над рекой Неккар, что обеспечивало контроль над судоходством, и всего в нескольких километрах от бывшего имперского пфальца в Бад-Вимпфене. По некоторым предположениям, Эренберг представлял собой часть внешней оборонительной линии старого пфальца.

## История
Замок был возведён графами фон Лауффен в начале XII в., и, самое позднее, с 1193 г. принадлежал роду фон Эр(е)нберг (Herren von Ehrenberg, также называемые Erenberg или Ernberg), министериалам Штауфенов.
Из дальнейшей истории сооружения известно не очень многое. По всей видимости, Эренберг был разрушен в Тридцатилетней войне, после которой верхний замок был оставлен.
В XVII—XVIII вв. несколько ниже по склону холма был выстроен нижний замок, значительная часть сооружений которого дошла до наших дней.
После пресечения рода Эренбергов в XVII столетии замок, вместе с селением Хайнсхайм и расположенным неподалёку поместьем, отошёл в собственность епископов Вормсса, и затем, в результате медиатизации 1803 г., — Кургессену. И наконец, в 1805 г. замок был продан дворянскому роду фон Ракниц (Freiherren von Racknitz ), которому принадлежит до сих пор.

## Современное использование
Замок находится в частном владении, и в его нижней части, выстроенной в XVII в., проживают члены семьи фон Ракниц. Руины вернего замка используются как птичий питомник для соколов, орлов и ястребов.
Осмотр замка возможен только с внешней стороны.